# Visoka Poleana, Șumen
Visoka Poleana (în bulgară Висока Поляна) este un sat în comuna Hitrino, regiunea Șumen,  Bulgaria. 

## Demografie
Componența etnică a satului Visoka Poleana
     Turci (99,03%)
     Nicio identificare (0,96%)
     Altele (0%)
La recensământul din 2011, populația satului Visoka Poleana era de 207 locuitori. Din punct de vedere etnic, majoritatea locuitorilor (99,03%) erau turci. Pentru 0,96% din locuitori nu este cunoscută apartenența etnică.